# Acacia pseudo-intsia
Acacia pseudo-intsia é uma espécie de leguminosa do gênero Acacia, pertencente à família Fabaceae.